# Dan Deacon
Dan Deacon, född 28 augusti 1981, är en amerikansk elektronisk musiker från Baltimore, Maryland. Han har sedan 2003 gett ut 9 album. Han är även känd för sina liveframträdanden, där publikdeltagande och interaktion ofta är en viktig del av föreställningen.

## Diskografi
- A Green Cobra Is Awesome vs. the Sun (single EP, 2003)
- Goose on the Loose (2003)
- Silly Hat vs. Egale Hat (2003)
- Meetle Mice (2003)
- Live Recordings 2003 (2004)
- Twacky Cats (Comfort Stand Records, 2004)
- Porky Pig (Standard Oil Records New Music Series, 2004)
- Acorn Master (Psych-o-Path Records, 2006)
- Spiderman of the Rings (Wildfire Wildfire, 2007)
- The Crystal Cat (7" single, Carpark Records, 2007)
- Ultimate Reality (soundtrack) (Carpark Records, 2008)
- Bromst (Carpark Records, 2009)
- America (Domino Records, 2012)
- Gliss Riffer (Carpark Records, 2015)
- Mystic Familiar (Domino Records, 2020)